# 己婁王
己婁王（きるおう、生年未詳 - 128年）は、百済の第3代の王（在位：77年 - 128年）であり、先代の多婁王の嫡男。33年に太子となり、77年9月に先王の死去により即位した。諱・諡は伝わっていない。子に蓋婁王。

## 治世
初期は新羅への侵攻を行ったが、後には新羅との和親策に転じた。両国にとっての北辺にある靺鞨への対抗の必要上のことと思われる。105年に新羅に使者を派遣して和睦を求め、113年には贈り物をもって新羅を訪ねるに及んだ。125年には靺鞨が新羅を侵攻したので、新羅からの救援依頼に応えて5人の将軍を派遣し、靺鞨兵を退かせたことが『三国史記』の百済本紀・新羅本紀の両方で確認できる。
128年11月に在位52年にして死去した。『三国遺事』は己婁王の統治年間を55年（うち1年は数え方の違いによるもの）とし、『三国史記』に比べて実質的に2年長い記述をしている。